# Al Cabrol
Pour les articles homonymes, voir Cabrol.
Al Cabrol (Georges Albert Cabrol) est un catcheur et acteur français né le 12 mai 1911 à Bagnolet et mort le 2 novembre 1957 à Charleroi.

## Filmographie
- 1943 : Coup de tête de René Le Hénaff
- 1945 : Blondine d'Henri Mahé
- 1949 : Branquignol de Robert Dhéry : un cow-boy
- 1951 : Dakota 308  de Jacques Daniel-Norman : le timonier
- 1951 : Bertrand cœur de lion de Robert Dhéry
- 1951 : Le Passage de Vénus de Maurice Gleize : Bibi la Barbouse
- 1952 : Le Costaud des Batignolles de Guy Lacourt : O'Riol, le catcheur